# Liste von Seepferdchenbrunnen
In dieser Liste sind Seepferdchenbrunnen aufgeführt, also Brunnen im öffentlichen Raum, die Seepferdchen zum Thema haben.

## Deutschland
| Bezeichnung                               | Bild           | Standort                                       | Künstler | Errichtung Einweihung | Weitere Informationen                                            |
| ----------------------------------------- | -------------- | ---------------------------------------------- | --- | --------------------- | ---------------------------------------------------------------- |
| Seepferdchenbrunnen (Aachen-Burtscheid)   | weitere Bilder | Aachen-Burtscheid (Lage)                       | Gerhard Thomalla (Architekt; Entwurf) / Ewald Mies (Steinmetzwerkstatt; Brunnenschale) / Josef „Jupp“ Zeller (Bildhauer; Seepferdchen) |                       | Siehe auch Liste der Denkmäler, Brunnen und Skulpturen in Aachen |
| Seepferdchenbrunnen (Flensburg)           | weitere Bilder | Flensburg, im Stadtpark (Lage)                 | |                       |                                                                  |
| Seepferdchenbrunnen (Timmendorfer Strand) | weitere Bilder | Timmendorfer Strand (Kreis Ostholstein) (Lage) | |                       |                                                                  |

## Weitere
| Bezeichnung                     | Bild           | Standort | Staat        | Künstler    | Errichtung Einweihung | Weitere Informationen |
| ------------------------------- | -------------- | --- | ------------ | ----------- | --------------------- | --------------------- |
| Seepferdchenbrunnen (Bad Ischl) |                | Bad Ischl, Esplanade 10, im Garten des Stadtmuseums, am Durchgang von der Esplanade durch das Haus Esplanade 11 zum „Kurpark“ (Oberösterreich) | Österreich   |             |                       | [ 1 ]                 |
| Seepferdchenbrunnen (Luzern)    | weitere Bilder | Luzern (Lage) | Schweiz      |             |                       |                       |
| Seepferdchenbrunnen (Rhodos)    | weitere Bilder | Rhodos | Griechenland |             |                       |                       |
| Seepferdchenbrunnen (Zürich)    | weitere Bilder | Zürich (Lage) | Schweiz      | Eduard Bick | 1930                  |                       |
| Seepferdchenbrunnen (Raanana)   | weitere Bilder | Raanana, im Raanana Park | Israel       |             |                       |                       |
| Seepferdchenbrunnen (Koh Pich)  |                | Koh Pich, im Garten der City Hall | Kambodscha   |             |                       |                       |